# Herrens törnekrona
Herrens törnekrona är en romersk-katolsk kyrklig festdag till minne av hur Jesus Kristus hånades, bespottades och tvingades bära en törnekrona inför sin korsfästelse.
Festdagen firas generellt fredagen efter askonsdagen. I vissa spanska stift och inom dominikanorden iakttas dock festen den 24 april och i Stockholms katolska stift firas Herrens törnekrona den 2 september.
Festdagen instiftades år 1239 i Paris, dit kung Ludvig IX förde en relik av törnekronan till Sainte-Chapelle. Ursprungligen firades Herrens törnekrona den 11 augusti, men år 1831 ändrades dagen till fredagen efter askonsdagen.
År 1304 mottog biskop Brynolf av Skara en tagg från törnekronan och dagen firades därefter högtidligt i Skara stift. I Uppsalamissalets kalendarium från 1513 framgår att festdagen senare högtidlighölls den 4 maj.